# Jorge Antunes
Jorge Antunes (Rio de Janeiro, 23 de abril de 1942) é um compositor, regente, artista plástico, poeta e político brasileiro. Antunes é o precursor da música eletrônica no Brasil, compondo, em 1961, a primeira música eletrônica brasileira. Em 1975, a Editora Mangione publicou o primeiro disco brasileiro de música eletrônica contendo as obras que Antunes compôs da década de 1960.

## Biografia

### Infância e adolescência[3]
Jorge Antunes viveu sua infância no bairro proletário de Santo Cristo, Rio de Janeiro, na Rua Orestes 15, onde nasceu em 23 de abril de 1942. Desde criança ele ouvia música erudita porque seu pai, o pintor Carlos Antunes, admirador da música clássica, tinha uma vasta discoteca. Querendo estudar violino, seu pai não tinha recursos para comprar o instrumento. Carlos era também antiquário e conseguiu um violino em um negócio de troca na loja de antiguidades em que trabalhava: a famosa loja de Aladel Sampaio, na Praia do Flamengo nº 1. Em 1956 Dona Olinda de Freitas Antunes, doméstica, que estudara um pouco de piano na juventude, matriculou o filho Jorge, então com 14 anos, no Curso de Música Santa Cecília, onde ele passou a estudar violino com a professora Arethuza de Mello. Dois anos depois, o jovem Antunes começava a compor pequenas peças para violino solo e para duo de violino-piano, de modo autodidata, com os então rudimentares conhecimentos de teoria e harmonia.
As primeiras produções do adolescente Jorge Antunes não foram na área da música: foram na área das artes plásticas, seguindo os ensinamentos de seu pai. Um primo de Dona Olinda, de nome Alciomar, era proprietário de uma Escola Técnica de Rádio e Televisão de nome LART. Jorge Antunes foi estudar Rádio-Técnica na LART, especializando-se aos 14 anos de idade em consertos de rádios e aparelhos de televisão. O pequeno rendimento para ajudar a família era conseguido pelo jovem consertando aparelhos de rádio de vizinhos do bairro de Santo Cristo. Era a época das válvulas termoiônicas. Foi esse conhecimento adquirido cedo que permitiu a Antunes iniciar, em 1961, aos 19 anos de idade, o trabalho precursor no Brasil no domínio da música eletrônica.

### Trajetória formal
Natural do Rio de Janeiro, Antunes graduou-se em violino, composição e regência pela Escola de Música da Universidade do Brasil, atual Universidade Federal do Rio de Janeiro (UFRJ), em 1968. Fez pós-graduação em composição musical em Buenos Aires, no Centro Latinoamericano de Altos Estudios Musicales (CLAEM), do Instituto Torcuato Di Tella (onde terminou o mestrado em 1970 sob a orientação de Alberto Ginastera e Gerardo Gandini). Em 1977, Antunes obteve o doutorado em estética musical, pela Universidade  Paris-VIII, sob a orientação de Daniel Charles (1935-2008). Ingressou no corpo docente da Universidade de Brasília em 1973 e se aposentou, como professor titular, em 2011. Na UnB dirigiu o Laboratório de Música Eletroacústica e ministrou as disciplinas composição musical, contraponto e fuga e acústica musical. Estudou música tradicional na Universidade do Brasil (atual Universidade Federal do Rio de Janeiro (UFRJ): violino, regência e composição, cursos de aperfeiçoamento em Buenos Aires, Utrecht e Paris. Estudou com Alberto Ginastera, Kröpfl, Gandini, Koenig, Bayle, Reibel e Pierre Schaeffer. 
Compôs a ópera Olga, baseada no drama da vida de Olga Benário. A partir de 1961 se destacou como precursor da música eletroacústica no Brasil
e iniciou pesquisas no domínio da correspondência entre os sons e as cores.
Desenvolveu uma técnica de composição musical, a Música Cromofônica, e começou a produzir obras multimídia em 1965. Em 2014, estreou a ópera A Cartomante, baseada no conto de Machado de Assis, em Brasília, com apresentação da Orquestra Sinfônica do Teatro Nacional Cláudio Santoro sob a regência de seu filho, Jorge Lisboa Antunes, nos dias 31 de julho a 3 de agosto.
Apesar de sempre compor música eletroacústica, possui um catálogo instrumental vasto: obras sinfônicas, música de câmara e duas grandes óperas. Suas partituras são editadas por Suvini Zerboni, Universal Edition, Billaudot, Breitkopf & Härtel, Salabert e Sistrum. Desde 1973 é professor da Universidade de Brasilia, onde dirige o laboratório de música eletroacústica e ensina composição e acústica musical. Diz-se que sua maior paixão é lecionar, mas ele afirma que não e que nunca disse isso.

## Artes plásticas
O pintor Carlos Antunes era, esteticamente, um clássico paisagista. Costumava, aos domingos, sair de bicicleta de Santo Cristo rumo à Quinta Boa Vista, para pintar. Na garupa não levava apenas o cavalete e a caixa com paleta e tintas. Levava também seu filho Jorge Antunes. Assim, desde os 8 anos Jorge pintava quadros. Mais tarde Jorge teve aulas com Armando Pacheco e passou a frequentar, acompanhando seu pai, o grupo da Antiga Casa Cavalier, na Avenida Chile, centro do Rio de Janeiro. Ali o jovem pintor de 17 anos passou a conhecer e frequentar ateliers de Bustamente Sá, Silvio Pinto, Pancetti, Clau Devesa e Eugênio Proença Sigaud.
Cedo começou a participar dos Salões Nacionais de Belas Artes, do Salão de Abril no MAM e dos Salões Nacionais de Arte Moderna. Partindo do princípio de que “o grau de recepção de uma mensagem artística é proporcional ao número de sentidos usados na recepção”,  criou obras as quais denominou “arte integral”, com o apelo direto aos cinco sentidos, inclusive o paladar. Empregou assim os diferentes recursos audiovisuais e cinéticos, além de odores, elementos gustativos e possibilidades táteis.
As experiências artísticas de Antunes nessa época, tanto nas artes plásticas quanto na composição musical, eram influenciadas pela sua teoria de correspondência entre os sons e as cores, que ele desenvolvera a partir de 1962 quando iniciou o Curso de Bacharelado em Física na FNFi.
Seu Ambiente I, exposto no XV Salão Nacional de Arte Moderna em 1964, foi precursor da categoria “instalação”, que ainda não recebia esse nome. Tratava-se de um cubo de 4 metros de aresta, em que o público, descalço, usava a visão, o tato, o paladar e o olfato, ao som de música eletrônica. Para inscrever o trabalho, ele fez a inscrição apresentando as seis faces do cubo separadas, como quadros. Selecionadas as seis grandes obras, ele montou o grande cubo penetrável.
Nos salões de artes plásticas de que participou Jorge Antunes nos anos 1960, também debutaram com ele os então jovens artistas Rubem Guershman, Roberto Magalhães, Caciporé Torres e Antonio Dias.
Os quadros de Jorge Antunes, em geral óleo sobre tela ou sobre madeira, usavam colagens e objetos tridimensionais aplicados, sempre abordando crítica social e política. Isso foi motivo para sumiço de seus trabalhos produzidos entre 1963 e 1968. Ao sair do Brasil após o AI-5, seu pai pediu a Manolo, contra-regra da Companhia Tonia-Celli-Autran, para esconder os quadros “subversivos” de Jorge em um casarão de Santa Tereza, onde a Companhia guardava cenários e objetos de cena. O antiquário Carlos Antunes sempre emprestava móveis para as montagens do grupo teatral. Desde que voltou ao Brasil, em 1974, Jorge Antunes nunca conseguiu descobrir o paradeiro daquelas obras. Seu pai já tinha problema de memória em razão de um aneurisma cerebral, Manolo sumira e a companhia teatral de Tonia Carrero, que se afastara de Adolfo Celli e de Paulo Autran, não existia mais.
As principais exposições de que Jorge Antunes participou foram: Salão Nacional de Belas Artes de 1964 e 1966; Salão de Abril MAM 1966; XV Salão Nacional de Arte Moderna; Concurso de Caixas Petite Galerie 1967; Microformobiles Paris 1973: Salão de Abril 1976; III Documento de Arte Contemporânea do Centro-Oeste 1980; Salão Brasília de Artes Plásticas 1991; Labirinto Sabio 1991; XXXIII Salão de Artes Brasília-Marinhas 2008.

## Atuação política
Jorge Antunes foi presidente da seção regional de Brasília da Ordem dos Músicos do Brasil  em sua primeira diretoria após a ditadura militar. Foi também fundador e primeiro presidente da Sociedade Amigos da Biosfera 
Participou de movimentos como a Greve do Um Terço, em 1962; Movimento Poema-Processo, em 1967 e movimento das Diretas, em 1984, uma ocasião em que escreveu a Sinfonia das Buzinas, ou Sinfonia das Diretas. Escreveu também o Hino Nacional Alternativo, por ocasião da Assembleia Constituinte de 1988 e Um Minuto de Dó pela Paz, em 2003, em protesto contra a invasão do Iraque por parte dos Estados Unidos.
Recebeu em 2002 o título de Cidadão Honorário de Brasília, pela Câmara Legislativa, e o título de Cavaleiro das Artes e Letras (Chevalier des Arts et des Lettres), do governo da França. 
Foi filiado ao PDT de 1987 a 1988. Participou da criação do Partido Verde, no Distrito Federal. Filiou-se ao PT em 1989, ao ser lançado candidato a Deputado Distrital, na primeira eleição realizada no Distrito Federal. Filiou-se em 2002 ao PSOL, à época recém-criado, e atuou no partido como Secretário Geral no Distrito Federal. Foi candidato pelo mesmo partido a Deputado Distrital em 2006, como Senador em 2010 e Deputado Distrital em 2014.
Perseguido pela ditadura militar a partir de 1968 com o AI-5, acusado de ser comunista e subversivo por ter participado da criação de uma célula do PCB na Faculdade Nacional de Filosofia, onde cursava física, e demitido do Instituto Villa-Lobos, do qual fazia parte, preparou-se para refugiar-se no exterior com sua esposa Mariuga Lisboa, e escapou da prisão graças ao sogro, o poeta Hugo de Abreu Lisboa, que também era tenente-coronel do Exército.
De 1969 a 1970 viveu em Buenos Aires com sua esposa, com bolsa oferecida pela Olivetti Argentina para seguir o curso de pós-graduação em Composição Musical no CLAEM (Centro Latinoamericano de Altos Estudios Musicales) , dirigido por Alberto Ginastera, no Instituto Torcuato Di Tella. Não podendo voltar ao Brasil em função das ameaças sofridas pela ditadura militar, passou a buscar, seguidamente, bolsas financeiras de governos estrangeiros. Assim, em 1971, recebeu uma bolsa do governo holandês para estudar no Instituut voor Sonologie da Universidade de Utrecht.
De 1972 a 1974 viveu em Paris com bolsa do governo francês, para estudar no Conservatoire National Superieur de Musique e no Groupe de Recherches Musicales (GRM), dirigido por Pierre Schaeffer. Iniciou o Mestrado na Université de Paris VIII em 1973, sob a orientação de Daniel Charles. No ano seguinte, foi convidado a integrar o corpo docente do Departamento de Música da Universidade de Brasília (UnB), em momento em que a ditadura militar abrandava as perseguições políticas, estando o General Ernesto Geisel na Presidência da República. Com licença concedida pela UnB, Antunes voltou a Paris em 1976-1977 para concluir o Doutorado em Estética Musical, com sua tese: Son Nouveau, Nouvelle Notation.
Na esteira da sua atuação política, Jorge Antunes escreveu várias óperas de rua, com mensagens de ativismo político: “Auto do Pesadelo de Dom Bosco”, em 2010 em protesto contra políticos denunciados na operação Caixa de Pandora, e em 2016, com a ópera “Olympia ou Sujadevez”, em protesto contra o processo parlamentar que resultou no impeachment de Dilma Rousseff, além da Sinfonia dos Direitos, para declamador, grande conjunto instrumental, coro misto, orquestra de buzinas e sons eletrônicos, em protesto contra o governo Michel Temer. A obra, com 50 minutos de duração, foi apresentada em praça pública em 28 de maio de 2017. Em 2019, apresentou em 10 cidades satélites do distrito federal a ópera de rua “O Exfakeado”.

## Atividade recente
Em 2021, Antunes concluiu a ópera Leopoldina e peças de câmera, incluindo:
- Maxixezinho da Fernanda para piano solo, dedicada à pianista Fernanda Chaves Canaud.
- Confinement I para sax soprano e sons eletrônicos.

Leopoldina foi escrita com apoio do Holding Icatu, que lhe concedera o Prêmio Icatu de Artes 2020. O prêmio consistiu em uma bolsa financeira de um ano e meio e uma residência artística na Cité internationale des arts, em Paris, com o fim específico de compor a ópera.

## Obras

### Ópera
- Contato (1968)
- Vivaldia MCMLXXV, ópera-buffa de câmara (1975)
- Coreto (composta em 1975, estreada em 1976)
- Qorpo Santo, opera em três atos (1983)
- O Rei de uma Nota Só, mini-opera em quatro cenas(1991)
- A Borboleta Azul, mini-opera em dois atos (1995)
- Olga (composta em 1987–97, estreada em 2006)
- A Cartomante (composta em 2013, estreada em 2014)
- O Espelho (composta em 2015, estreada em 2016)
- Leopoldina (composta em 2020-2021)
- Marielle (composta em 2023-2024, estreada em 2025)

### Ópera de rua
- Auto do Pesadelo de Dom Bosco, street-opera (composed 2010, premiered 2010)
- Olympia ou Sujadevez, street-opera (composed 2016, premiered 2016)
- O Esfakeado (composed 2019, premiered 2019)

### Obras para piano
- Trova (1961)
- Ritual de Momo (1962)
- Folhas de Pinheiro (1963)
- Desafio (1963)
- Teus Lábios (1964)
- I Reisado (1967)
- II Reisado (1967)
- Asiedor (1967)
- Graforismas I (1970)
- Estudo Nº 1 (1972)
- Redundantiae I (1978)
- Blues (2001)
- Chorinho da Maria Inês (2002)
- Sambinha do Antonio Eduardo (2002)
- Baiãozinho da Jaci (2004)
- La Seconde Chute (2005)
- Maracatuzinho da Mariuga (2007)
- Carimbozinho da Helena (2007)
- Valsinha da Eudóxia (2007)
- Frevinho da Sonia (2008)
- Modinha do Amaral (2010)
- Capoeirinha da Miriam (2014)
- Tanguinho do Alexandre (2014)

### Obras para Orquestra
- Sarau, orquestra sinfônica (1962)
- Sarau Nº 2,  orquestra sinfônica (1962)
- Dissolução, orquestra de cordas, percussão e sons eletrônicos (1966)
- Seresta pra Juvenil, orquestra de cordas (1966)
- Cromoplastofonia I, orquestra sinfônica, teclado de luzes, perfumes e sons eletrônicos (1966)
- Cromoplastofonia II, orquestra sinfônica, teclado de luzes, sabores e sons eletrônicos (1966)
- Três Eventos da Luz Branca, orquestra de cordas, soprano, flauta, percussão e sons eletrônicos (1967)
- Acusmorfose 1968, orquestra sinfônica (1968)
- Isomerism, orquestra de câmara (1970)
- Poética, orquestra sinfônica (1971)
- Idiosynchronie, orquestra de câmara e equipamentos eletrônicos (1972)
- Intervertige, orquestra de câmara e equipamentos eletrônicos (1974)
- Poetica II, orquestra de cordas (1974)
- Nec Plus Ultra, orquestra de câmara (1976)
- Congadasein, orquestra de cordas (1976)
- Pedra de Cantaria, orquestra sinfônica (1985)
- Quatro Momentos Cromofônicos, orquestra de cordas (1986)
- A Primavera Há de Chegar, orquestra de cordas e sons eletrônicos (1988)
- Abertura "Olga", orquestra sinfônica (1991/92)
- O Massapê Vivo, orquestra sinfônica (2009)
- Abertura "A Cartomante", orquestra sinfônica (2014)
- Apoteose de Rousseau, orquestra sinfônica (2014)
- Abertura "O Espelho", para orquestra sinfônica (2015)
- Folias de Reis, para orquestra de cordas (2020)
- Abertura "Leopoldina", para orquestra sinfônica (2021)
- Abertura "Marielle", para orquestra de câmara (2023)

### Obras para Orquestra e Música Vocal
- Acusmorfose 1970, 2 coros, 2 orquestras e 2 narradores (1969)
- Concertatio I, trio vocal, guitarra elétrica, baixo elétrico, bateria, orquestra e sons eletrônicos (1969)
- Tartinia MCMLXX, violino e orquestra sinfônica (1969)
- Scryabinia MCMLXXII, piano, luzes et orquestra sinfônica (1972)
- Concerto para um Mês de Sol,  violoncelo amplificado e orquestra sinfônica (1974)
- Catastrophe Ultra-Violette,  coro masculino, orquestra sinfônica e sons eletrônicos (1974)
- Elegia Violeta para Monsenhor Romero,  coro infantil, 2 crianças cantoras solistas, piano e orquestra de         câmara  (1980)
- Cadenza,  violoncelo  e orquestra de cordas (1988)
- Hino à Constituição Cidadã ou Hino ao Novo Brasil ou Hino Nacional Alternativo (1988)
- Concerto para um Mês de Neblina, violino amplificado et orquestra sinfônica (1992/93)
- Rimbaudiannisia MCMXCV, coro infantil, 1 criança cantora solista,  2 sopranos, 1 mezzo-soprano, orquestra de câmara, máscaras e luzes (1994/95)
- Cantata dos Dez Povos, quarteto vocal, onze declamadores, coro misto, orquestra sinfônica e sons eletrônicos (1998/1999)
- Sinfonia em Cinco Movimentos, voz de tenor solista, coro misto, orquestra sinfônica e sons eletrônicos (1999/2000)
- Cantata dos Dez Povos, quarteto vocal, coro misto, orquestra sinfônica e sons eletrônicos  (1999)
- Quê que a gente faz? (Concertino), violão, orquestra de cordas e sons pré-gravados (2012)

### Música de câmara
- Mascaruncho for two violas (1977)
- Microformóbiles I for viola and piano (1970)
- Modinha para Mindinha (Tune for Mindinha) for seven violas (1985)